# Matt Ruff

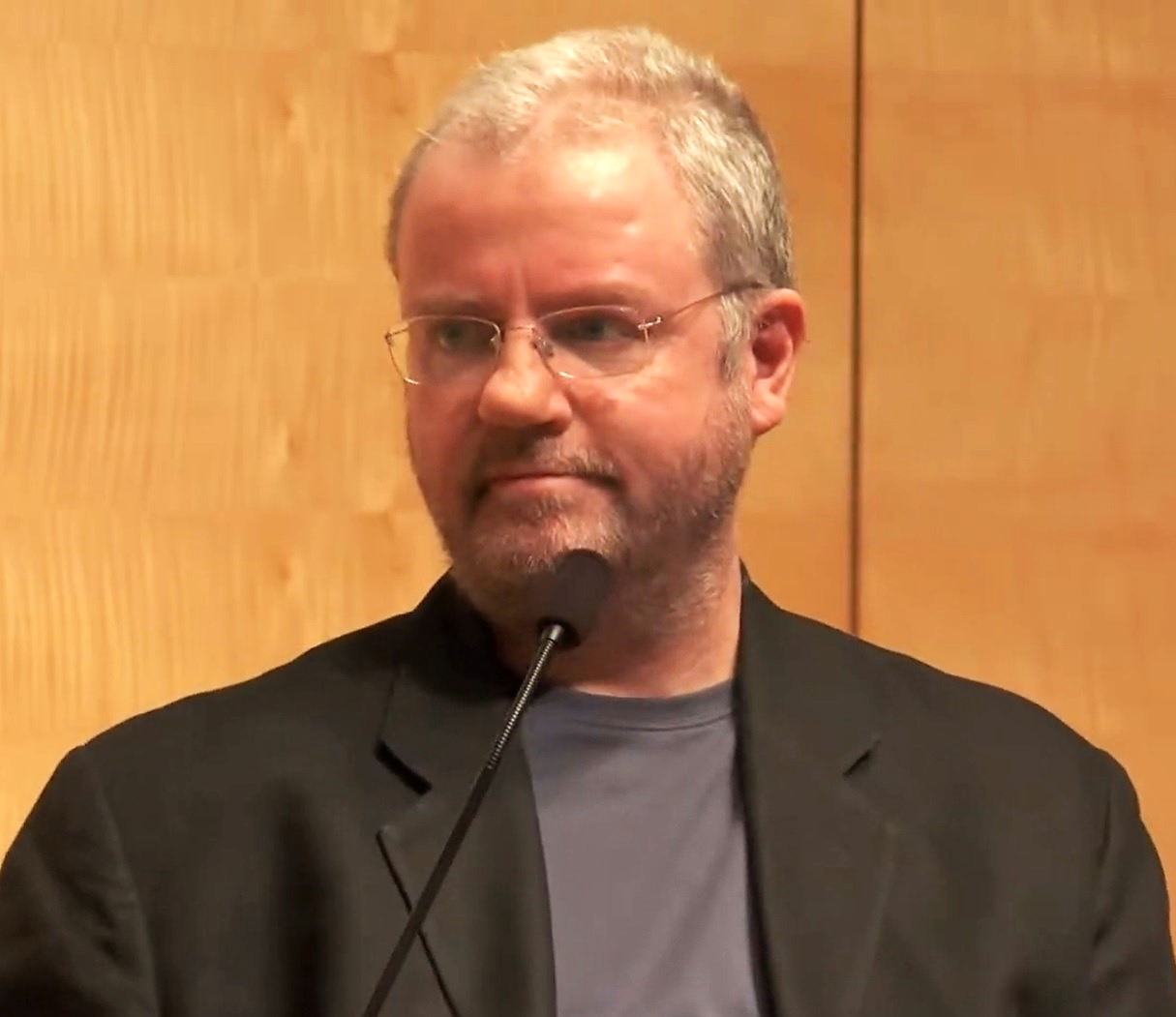
Matt Ruff, 2018

Matthew Theron Ruff (* 8. September 1965 in Queens, New York) ist ein US-amerikanischer Schriftsteller.

## Leben
Einer von ihm selbst verbreiteten Legende nach soll er schon mit fünf Jahren nicht nur beschlossen haben zu schreiben, sondern dies auch in die Tat umgesetzt haben. 1987 schloss er sein Studium an der Cornell University ab. Sein erster Roman war gleichzeitig seine Magisterarbeit, die er der selbst schriftstellerisch tätigen und international bekannten Professorin für Creative Writing, Alison Lurie, vorlegte. Das zwischen einem herkömmlichen Roman und einer Parodie schwankende, reichlich mit Elementen des Science Fiction und Fantasy versehene Werk mit dem Titel Fool on the Hill wurde ein Erfolg. Der zweite Roman G.A.S. Die Trilogie der Stadtwerke konnte an diesen Erfolg anknüpfen. Sein dritter Roman, ein Thriller, erschien 2003 unter dem Titel Set This House In Order im englischsprachigen Original. Er handelt von Personen, die eine dissoziative Identitätsstörung haben, die zum Teil humoristisch dargestellt wird. Im August 2004 erschien die deutsche Übersetzung unter dem Titel Ich und die Anderen. Im Sommer 2007 ist sein vierter Roman Bad Monkeys auf Englisch veröffentlicht worden. Im Februar 2008 erschien er unter gleichem Namen in Deutschland.
Im Jahr 2012 erschien im Verlag HarperCollins sein Roman The Mirage, eine Parallelweltgeschichte, in welcher die Terroranschläge vom 11. September 2001 durch christliche Fundamentalisten im Nahen Osten durchgeführt werden. Der Roman ist im März 2014 auf Deutsch erschienen.
In seinem 2016 erschienenen Roman Lovecraft Country erzählt Matt Ruff die Abenteuer einer schwarzen Familie in „Lovecraft Country“ in Neuengland, Mitte der 50er Jahre ein Ort der schärfsten Rassengesetze in den USA. Dieses Buch wurde 2018 als gleichnamige Fernsehserie verfilmt, die seit August 2020 erscheint.

„Ich habe einen Freund, der sagt, dass es in meinen Büchern immer um Gruppendynamik geht. [...] Mein Vater kommt aus Detroit, meine Mutter ist eine Missionarstochter und wuchs in Südamerika auf, also meine ganze Erziehung war eine Art multikulturelles Experiment. Deshalb bringe ich in meinen Büchern gerne völlig verschiedene Persönlichkeiten zusammen, Menschen und Tiere und andere Dinge, die normalerweise überhaupt nichts miteinander zu tun haben, und dann gucke ich, wie die miteinander zurechtkommen.“

## Auszeichnungen
- 1989: Readercon Award für Fool on the Hill
- 2004: James Tiptree Jr Memorial Award für Set This House In Order: A Romance Of Souls
- 2017: Endeavour Award für Lovecraft Country

## Werke
In seinen Romanen befasst sich Matt Ruff mit sehr unterschiedlichen Genres, überwiegend sind seine Werke fantastische Geschichten, teilweise mit surrealen oder Horrorelementen. Dagegen ist Lovecraft Country eher ein historischer Roman und sein vorletztes Werk 88 Namen Science fiction im Stile von Ernest Cline.
- Fool on the Hill. (1988)
  - dt. Buch: Fool on the Hill. (deutsch von Giovanni Bandini und Ditte König), Carl Hanser Verlag, München 1988, ISBN 978-3-446-15878-8.
- Sewer, Gas & Electric: The Public Works Trilogy (1997)
  - dt. Buch: G.A.S. Die Trilogie der Stadtwerke. (deutsch von Giovanni und Ditte Bandini), Carl Hanser Verlag, München 1998, ISBN 978-3-446-19290-4.
  - dt. Hörspiel, G.A.S. Die Trilogie der Stadtwerke., Westdeutscher Rundfunk, 2000.
- Set This House in Order: A Romance of Souls. (2003)
  - dt. Buch: Ich und die anderen. (deutsch von Giovanni und Ditte Bandini), Carl Hanser Verlag, München 2004, ISBN 3-446-20535-7.
  - dt. Hörbuch: Ich und die anderen. Sprecher: Jens Wawrczeck, der Hörverlag, München 2014, ISBN 978-3-844-51107-9.
- Bad Monkeys. (2007)
  - dt. Buch: Bad Monkeys. (deutsch von Giovanni und Ditte Bandini), Carl Hanser Verlag, München 2008, ISBN 978-3-446-23002-6.
  - dt. Hörbuch: Bad Monkeys. Sprecher: Jasmin Tabatabai, Heikko Deutschmann und Oliver Brod, der Hörverlag, München 2008, ISBN 978-3-844-50424-8.
- The Mirage. (2012)
  - dt. Buch: Mirage. (deutsch von Giovanni und Ditte Bandini), Deutscher Taschenbuch Verlag, München 2014, ISBN 978-3-423-28021-1.
  - dt. Hörbuch: Mirage. Sprecher: Simon Jäger und Cathlen Gawlich, der Hörverlag, München 2014, ISBN 978-3-844-51196-3.
- Lovecraft Country. (2016)
  - dt. Buch: Lovecraft Country. (deutsch von Anna und Wolf Heinrich Leube), Carl Hanser Verlag, München 2018, ISBN 978-3-446-25820-4.
  - dt. Hörbuch: Lovecraft Country. Sprecher: Simon Jäger, Argon Verlag, Berlin 2018, ISBN 978-3-7324-5203-3.
- 88 Names. (2020)
  - dt. Buch: 88 Namen. (deutsch von Alexandra Jordan), S. Fischer Verlag, Frankfurt am Main 2020, ISBN 978-3-596-70093-6.
- The Destroyer of Worlds: A Return to Lovecraft Country. (2023)